# العلاقات الألمانية الفنلندية
العلاقات الألمانية الفنلندية هي العلاقات الثنائية التي تجمع بين ألمانيا وفنلندا.

## مقارنة بين البلدين
هذه مقارنة عامة ومرجعية للدولتين:
| وجه المقارنة                                              | ألمانيا                                                                              | فنلندا                                                                               |
| --------------------------------------------------------- | ------------------------------------------------------------------------------------ | ------------------------------------------------------------------------------------ |
| المساحة (كم2)                                             | 357.41 ألف                                                                           | 338.42 ألف                                                                           |
| عدد السكان (نسمة)                                         | 81.29 مليون                                                                          | 5.52 مليون                                                                           |
| الكثافة السكانية (ن./كم²)                                 | 227.44                                                                               | 16.31                                                                                |
| العاصمة                                                   | بون، برلين                                                                           | هلسنكي                                                                               |
| اللغة الرسمية                                             | اللغة الألمانية                                                                      | اللغة الفنلندية، اللغة السويدية                                                      |
| العملة                                                    | يورو، مارك ألماني                                                                    | يورو، ماركا فنلندية                                                                  |
| الناتج المحلي الإجمالي (بليون دولار)                      | 3.68 تريليون                                                                         | 251.88 مليار                                                                         |
| الناتج المحلي الإجمالي (تعادل القوة الشرائية) بليون دولار | 3.92 تريليون                                                                         | 231.84 مليار                                                                         |
| الناتج المحلي الإجمالي الاسمي للفرد دولار أمريكي          | 41.31 ألف                                                                            | 42.31 ألف                                                                            |
| الناتج المحلي الإجمالي للفرد دولار أمريكي                 | 46.40 ألف                                                                            | 40.68 ألف                                                                            |
| مؤشر التنمية البشرية                                      | 0.926                                                                                | 0.883                                                                                |
| رمز المكالمات الدولي                                      | +49                                                                                  | +358                                                                                 |
| رمز الإنترنت                                              | .de                                                                                  | .fi                                                                                  |
| المنطقة الزمنية                                           | توقيت وسط أوروبا، ت ع م+01:00، ت ع م+02:00، توقيت أوروبا الوسطى المعياري (ت غ م +1) ‏ | ت ع م+02:00، ت ع م+03:00، أوروبا/هلسنكي ‏، توقيت شرق أوروبا، توقيت شرق أوروبا الصيفي ‏ |

## مدن متوأمة
في ما يلي قائمة باتفاقيات التوأمة بين مدن ألمانية وفنلندية:
- ترتبط روسلسهايم مع فاركاوس باتفاقية توأمة منذ 1977.
- ترتبط هاله مع أولو باتفاقية توأمة منذ 1987.
- ترتبط فرانكفورت مع فانتا باتفاقية توأمة منذ 1975.
- ترتبط زول (مدينة ألمانية) مع لاهتي باتفاقية توأمة منذ 1969.
- ترتبط بريمرهافن مع بوري باتفاقية توأمة منذ 1965.
- ترتبط Rastatt (district) [الإنجليزية]‏ مع فانتا باتفاقية توأمة.
- ترتبط روستوك مع توركو باتفاقية توأمة منذ 1966.
- ترتبط شفايبيش هال مع لابينرنتا باتفاقية توأمة منذ 16 يونيو 1989.[18]
- ترتبط غوسترو مع Valkeala [الإنجليزية]‏ باتفاقية توأمة.[19]
- ترتبط شفيرين مع فآسا باتفاقية توأمة منذ 1965.[20][20][20][20]
- ترتبط Vechelde [الإنجليزية]‏ مع فالكياكوسكي باتفاقية توأمة منذ 1976.
- ترتبط كاستروب راوكسل مع كووبيو باتفاقية توأمة.
- ترتبط باينه مع هينولا باتفاقية توأمة منذ 1990.
- ترتبط دتمولد مع سافونلينا باتفاقية توأمة.
- ترتبط تسولبيش مع كناسألا باتفاقية توأمة.
- ترتبط إسن مع تامبيري باتفاقية توأمة منذ 1974.
- ترتبط غارميش-بارتنكيرشن مع لاهتي باتفاقية توأمة.
- ترتبط لوبيك مع كوتكا باتفاقية توأمة منذ 1969.[21][22]
- ترتبط دينكلسبول مع بورفو باتفاقية توأمة.
- ترتبط بوخهولتس إن در نوردهايده مع يارفنبا باتفاقية توأمة.
- ترتبط كاسل مع روفانييمي باتفاقية توأمة منذ 1958.[23]
- ترتبط باد كوتستينغ مع كاركيلا باتفاقية توأمة.
- ترتبط هاغن مع كوفولا باتفاقية توأمة منذ 1965.[24][24][24][24]
- ترتبط آمبرغ مع سيلنيارفي باتفاقية توأمة.
- ترتبط مولهايم أن در رور مع Kuusankoski [الإنجليزية]‏ باتفاقية توأمة منذ 1989.
- ترتبط Puchheim [الإنجليزية]‏ مع سالو باتفاقية توأمة.
- ترتبط Bünde [الإنجليزية]‏ مع جاكوبستاد باتفاقية توأمة.
- ترتبط زانكت غيورغن مع Vesilahti [الإنجليزية]‏ باتفاقية توأمة.
- ترتبط راتينغن مع كوكولا باتفاقية توأمة.
- ترتبط هويرسفيردا مع Huittinen [الإنجليزية]‏ باتفاقية توأمة.
- ترتبط Wildau [الإنجليزية]‏ مع سالا باتفاقية توأمة.
- ترتبط آشرسليبن مع كيرافا باتفاقية توأمة منذ 18 سبتمبر 2010.[25][25][26][27]
- ترتبط Hohenlockstedt [الإنجليزية]‏ مع Lapua [الإنجليزية]‏ باتفاقية توأمة.
- ترتبط كيمنتس مع تامبيري باتفاقية توأمة منذ 1970.
- ترتبط شفيرته مع Leppävirta [الإنجليزية]‏ باتفاقية توأمة.
- ترتبط Springstille [الإنجليزية]‏ مع Lappajärvi [الإنجليزية]‏ باتفاقية توأمة.
- ترتبط شترالزوند مع بوري باتفاقية توأمة منذ 1991.[28]
- ترتبط كيل مع Vaasa sub-region [الإنجليزية]‏ باتفاقية توأمة منذ 1 أغسطس 1964.[29][30][31][32]
- ترتبط ليفركوزن مع أولو باتفاقية توأمة.
- ترتبط بيرنا مع فاركاوس باتفاقية توأمة.
- ترتبط إسني إم آلغوي مع ستكمو [الإنجليزية]‏ باتفاقية توأمة.
- ترتبط بوتسدام مع يوفاسكولا باتفاقية توأمة منذ 1973.
- ترتبط لونبورغ مع إيسلمي باتفاقية توأمة.
- ترتبط فيسمار مع كيمي باتفاقية توأمة منذ 1961.
- ترتبط هوف مع يوينسو باتفاقية توأمة.
- ترتبط شفاينفورت مع سينايوكي باتفاقية توأمة منذ 1964.
- ترتبط إلمسهورن مع رايسيو باتفاقية توأمة.
- ترتبط فايمار مع هامينلينا باتفاقية توأمة منذ 6 سبتمبر 1970.[33][33][33][33]
- ترتبط غيرا مع كووبيو باتفاقية توأمة منذ 1969.[34][34][35][35]
- ترتبط زالتسغيتر مع إيماترا باتفاقية توأمة منذ 1975.
- ترتبط تسيله مع هامينلينا باتفاقية توأمة منذ 1989.
- ترتبط Hersfeld-Rotenburg [الإنجليزية]‏ مع هوفينكا باتفاقية توأمة.
- ترتبط نويشتريليتز مع روفانييمي باتفاقية توأمة.
- ترتبط غرايفسفالد مع كوتكا باتفاقية توأمة منذ 18 فبراير 1988.[21][21][36][37]
- ترتبط شتاينهايم مع Haukipudas [الإنجليزية]‏ باتفاقية توأمة.
- ترتبط كولونيا مع توركو باتفاقية توأمة منذ 29 مايو 1963.
- ترتبط باد زغهبرغ مع ريهيماكي باتفاقية توأمة.

## منظمات دولية مشتركة
يشترك البلدان في عضوية مجموعة من المنظمات الدولية، منها:
| علم المنظمة | اسم المنظمة                               | تاريخ انضمام ألمانيا | تاريخ انضمام فنلندا |
| ----------- | ----------------------------------------- | -------------------- | ------------------- |
|             | مؤسسة التمويل الدولية                     | 20 يوليو 1956        | 20 يوليو 1956       |
|             | يونسكو                                    | 11 يوليو 1951        | 10 أكتوبر 1956      |
|             | مجموعة أستراليا                           | 1985                 | 1991                |
|             | المرصد الأوروبي الجنوبي                   | 1962                 | 2004                |
|             | مركز تنسيق الحركة في أوروبا ‏              | ?                    | ?                   |
|             | مجموعة الموردين النوويين                  | ?                    | ?                   |
|             | الوكالة الدولية للطاقة                    | ?                    | ?                   |
|             | مؤسسة التنمية الدولية                     | 24 سبتمبر 1960       | 29 ديسمبر 1960      |
|             | منظمة التعاون الاقتصادي والتنمية          | 27 سبتمبر 1961       | 1969                |
|             | المركز الدولي لتسوية المنازعات الاستشارية | 18 مايو 1969         | 8 فبراير 1969       |
|             | وكالة ضمان الاستثمار متعدد الأطراف        | 12 أبريل 1988        | 28 ديسمبر 1988      |
|             | منظمة حظر الأسلحة الكيميائية              | 29 أبريل 1997        | ?                   |
|             | المنظمة الأوروبية لسلامة الملاحة الجوية   | 1960                 | 2001                |
|             | البنك الإفريقي للتنمية                    | ?                    | ?                   |
|             | الأمم المتحدة                             | 18 سبتمبر 1973       | 14 ديسمبر 1955      |
|             | الاتحاد الدولي للاتصالات                  | 1866                 | 1 سبتمبر 1920       |
|             | المنظمة الهيدروغرافية الدولية             | ?                    | ?                   |
|             | منظمة الشرطة الجنائية الدولية             | ?                    | ?                   |
|             | البنك الدولي للإنشاء والتعمير             | 14 أغسطس 1952        | 14 يناير 1948       |
|             | منظمة الأمن والتعاون في أوروبا            | 25 يونيو 1973        | 25 يونيو 1973       |
|             | وكالة الفضاء الأوروبية                    | 31 مايو 1977         | 1969                |
|             | الاتحاد البريدي العالمي                   | 1 يوليو 1875         | ?                   |
|             | منظمة التجارة العالمية                    | ?                    | 1995                |
|             | الفريق المعني برصد الأرض                  | ?                    | ?                   |
|             | بنك التنمية الآسيوي                       | 1966                 | 1966                |
|             | نظام تحكم تكنولوجيا القذائف               | 1987                 | 1991                |
|             | مجلس دول بحر البلطيق                      | 1992                 | 1992                |
|             | مجلس أوروبا                               | 13 يوليو 1950        | 5 مايو 1989         |
|             | الاتحاد الأوروبي                          | 25 مارس 1957         | 1995                |
|             | اتفاقية السماوات المفتوحة                 | ?                    | ?                   |

## أعلام
هذه قائمة لبعض الشخصيات التي تربطها علاقات بالبلدين:

## وصلات خارجية
- موقع وزارة الخارجية الألمانية
- موقع وزارة الخارجية الفنلندية